# Scotty Leavenworth
Scott „Scotty“ Alexander Leavenworth (* 21. Mai 1990 in Riverside, Kalifornien) ist ein US-amerikanischer Filmschauspieler und Kinderdarsteller.

## Leben
Scotty Leavenworth, der jüngste von drei Geschwistern, begann seine Karriere im Alter von vier Jahren in Werbespots. Ab 1996 absolvierte er Gastauftritte in diversen Fernsehserien, unter anderem war er in Alle lieben Raymond, Ein Witzbold namens Carey und Emergency Room – Die Notaufnahme zu sehen. Von 2001 bis 2002 war Leavenworth in einer Hauptrolle in der Serie Philly zu sehen. Dort verkörperte er den Sohn von Kim Delaneys Serienfigur. Bekanntheit erlangte er jedoch hauptsächlich durch die Rolle des Peter Petrowski in der Serie Eine himmlische Familie, welche er von 2002 bis 2006 in insgesamt 34 Folgen verkörperte. In The Green Mile spielte er erstmals in einem Kinofilm mit. Seine bisher letzte Rolle war die des Marvin Mobley im Film Slow Me im Jahr 2010.

## Filmografie (Auswahl)
- 1996: Schatten der Leidenschaft (The Young and the Restless, Fernsehserie)
- 1998: Simon Birch
- 1999: The Green Mile
- 2000: Erin Brockovich
- 2000: Emergency Room – Die Notaufnahme (ER, Fernsehserie, Folge 6x18)
- 2000: Alle lieben Raymond (Everybody Loves Raymond, Fernsehserie, Folge 4x17)
- 2001: Donnie Darko
- 2001–2002: Philly (Fernsehserie, 22 Folgen)
- 2001: Das Haus am Meer (Life As A House)
- 2002–2006: Eine himmlische Familie (7th Heaven, Fernsehserie, 34 Folgen)
- 2002: Ein Witzbold namens Carey (The Drew Carey Show, Fernsehserie, Folge 7x26)
- 2006: Bones – Die Knochenjägerin (Bones, Fernsehserie, Folge 2x03)
- 2007: Desperate Housewives (Fernsehserie, Folge 5x06)
- 2010: The Forgotten – Die Wahrheit stirbt nie (The Forgotten, Fernsehserie, Folge 1x17)
- 2010: Slow Me